# Lavandulylacetat
Lavandulylacetat ist ein Terpenoidester, der sich von Lavandulol und Essigsäure ableitet. Es kommt in Lavendelölen und als Bestandteil von Insektenpheromonen vor und wird als Aromastoff verwendet.

## Vorkommen

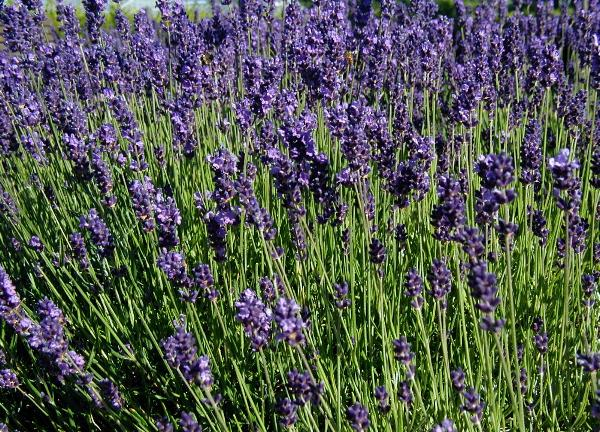
Das ätherische Öl des Echten Lavendels enthält Lavandulylacetat

Lavandulylacetat kommt insbesondere in ätherischen Ölen aus verschiedenen Lavendelarten vor. Im Lavendelöl aus dem Echten Lavendel (Lavandula angustifolia) wurde der Anteil in drei Studien zu 3,5 %, 4 % und 15,9 % bestimmt. Im Lavandinöl aus Lavandula hybrida wurde der Gehalt in zwei Studien zu 1 % bzw. 29 % bestimmt. (R)-Lavanculylacetat ist Bestandteil des Aggregationspheromons männlicher Fransenflügler der Art Frankliniella occidentalis. Es ist neben der Hauptkomponente Lavandulylpropionat eine Nebenkomponente im Pheromon von Dysmicoccus grassii aus der Familie der Schmierläuse.

## Herstellung
Lavandulylacetat kann gewonnen werden durch enzymatische Veresterung von Lavandulol mit Essigsäure durch die Lipase von Candida antarctica.

## Verwendung
Lavandulylacetat ist in der EU unter der FL-Nummer 09.612 als Aromastoff für Lebensmittel allgemein zugelassen.